# MCB Tower
La Torre MCB (en urdu: ایم سی بی ٹاور) está situada en la ciudad de Karachi y funciona como la sede del MCB Bank Limited. Es el segundo edificio más alto en Pakistán. Se eleva hasta unos 116 metros de altura, posee 29 pisos y 3 subsuelos. El proceso de construcción comenzó en 2000 y terminó en 2005.